# Robert N. McGarvey
Robert Neill McGarvey (* 14. August 1888 in Philadelphia, Pennsylvania; † 28. Juni 1952 ebenda) war ein US-amerikanischer Politiker. Zwischen 1947 und 1949 vertrat er den Bundesstaat Pennsylvania im US-Repräsentantenhaus.

## Werdegang
Robert McGarvey besuchte die öffentlichen Schulen seiner Heimat und danach das Business College der University of Pennsylvania. In den folgenden Jahren arbeitete er im Telegrafendienst und als Leiter eines Nachrichtenbüros. Seit 1922 war er in der Investmentbranche tätig. Politisch wurde er Mitglied der Republikanischen Partei.
Bei den Kongresswahlen des Jahres 1946 wurde McGarvey im zweiten Wahlbezirk von Pennsylvania in das US-Repräsentantenhaus in Washington, D.C. gewählt, wo er am 3. Januar 1947 die Nachfolge des Demokraten William T. Granahan antrat. Da er im Jahr 1948 gegen Granahan verlor und dieser damit sein altes Mandat zurückgewann, konnte er bis zum 3. Januar 1949 nur eine Legislaturperiode im Kongress absolvieren. Diese war von den Ereignissen des beginnenden Kalten Krieges geprägt.
Nach seiner Zeit im US-Repräsentantenhaus arbeitete Robert McGarvey wieder in der Investmentbranche. Er starb am 28. Juni 1952 in Philadelphia.